# Ridderorden in Transnistrië
Transnistrië weigerde zich in 1992 bij het onafhankelijk geworden Moldavië aan te sluiten. Zo ontstond een door geen enkel land erkend land waarin nog steeds Russische troepen gelegerd zijn.
President Smirnov heeft vijf ridderorden ingesteld.
- De Orde van de Republiek
- De Orde van Militaire Verdienste voor de Natie
- De Orde van de Glorie van de Arbeid
- De Orde van Eer
- De Orde van Persoonlijke Moed

In Transnistrië en Moldavië volgde men het Sovjetvoorbeeld en de traditie van de stervormige socialistische orden met één graad. Er werden in eerste instantie geen Europese vormen ingevoerd. De leden van deze orden die ieder een, twee of drie graden hebben werden allen als "drager", niet als "Lid" of "Ridder" aangeduid. In 2005 kwam daar in Moldavië verandering in toen de Orde van Verdienste werd ingevoerd en President Voronin de decorandussen aansprak als "ridders". De orde kreeg als eerste Moldavische orde drie graden. Het reactionaire Transnistrië hield vast aan de vormentaal van de Sovjet-Unie en hield vast aan een wapen in de stijl van de Socialistische heraldiek en onderscheidingen in de Sovjet-stijl.

## Voetnoten
1. ↑  Guy Stair Sainty in "World Orders of Knighthood".